# Rothmühle (Ippesheim)
Rothmühle (früher auch Hohenrothmühle genannt) ist ein Wohnplatz des Marktes Ippesheim im mittelfränkischen Landkreis Neustadt an der Aisch-Bad Windsheim. Sie liegt in der Gemarkung Ippesheim.

## Geografische Lage
Die Einöde liegt auf freier Flur an der Iff, einem linken Zufluss des Breitbachs, und am Troppbach, der dort als rechter Zufluss in die Iff mündet. Eine Gemeindeverbindungsstraße führt nach Ippesheim zur Staatsstraße 2419 (2 km südlich) bzw. zur Gemeindemühle (0,5 km nördlich). Südlich der Rothmühle befindet sich die Kläranlage der Gemeinde.

## Geschichte
Mit dem Gemeindeedikt (frühes 19. Jahrhundert) wurde Rothmühle dem Steuerdistrikt Ippesheim und der Ruralgemeinde Ippesheim zugewiesen. Spätestens 1837 wurde Rothmühle an die neu gebildete Gemeinde Frankenberg überwiesen. Diese wurde bereits vor 1846 wieder aufgelöst, und in der Folge kam Rothmühle wieder zu Ippesheim.

### Einwohnerentwicklung
| Jahr      | 001818 | 001837 | 001840 | 001861 | 001871 | 001885 |
| Einwohner | 7      | 9      | 12     | 11     | 9      | 6      |
| Häuser    | 1      | 1      | 1      |        |        | 1      |
| Quelle    | [ 4 ]  | [ 6 ]  | [ 7 ]  | [ 9 ]  | [ 10 ] | [ 1 ]  |

## Religion
Rothmühle ist evangelisch-lutherisch geprägt und nach Heiligkreuz (Ippesheim) gepfarrt.